# Justin Thomas Howell
Justin Thomas Howell (* 2000) ist ein US-amerikanischer Schauspieler im Genre Komödie, Drama und Kriminalfilm. Seine Schauspielkarriere begann bereits im Alter von 5 Jahren in der ersten Staffel der US-Fernsehserie Criminal Minds als Mr. Connoleys Sohn. Es folgten weitere Kinder- und Jugend-Rollen in Film und Fernsehen.

## Filmografie
- 2005: Criminal Minds – 1. Staffel
- 2012: Switchmas (Ira Finkelstein's Christmas);[1]
- 2013: Locally Grown
- 2014: The Maury Island Incident
- 2014: Criminal Minds – 10. Staffel – Episode: Burn[2]
- 2017: Endeavor
- 2018: Sadie
- 2019: The Scheme of Things